# Riccardo Guarino
Riccardo Guarino (Bologna, 15 maggio 1971) è un botanico italiano.
Alunno dell'Almo Collegio Borromeo, si è laureato in Scienze naturali nel 1994 presso l'Università degli Studi di Pavia. Master in Gestione e Controllo dell'Ambiente presso la Scuola Superiore Sant'Anna di Pisa. Dal 1998 è dottore di ricerca in Scienze Ambientali per una ricerca su flora e vegetazione dei Monti Peloritani svolta presso il Dipartimento di Botanica dell'Università degli Studi di Catania. Dal 2002 al 2005 è stato Assegnista di Ricerca presso il Dipartimento di Scienze Botaniche dell'Università degli Studi di Cagliari.
Le sue ricerche vertono sull'ecologia, fitogeografia e vegetazione dei territori mediterranei, prealpini ed alpini. Ha ideato, in collaborazione con Sandro Pignatti e Marco La Rosa, chiavi politomiche interattive per la determinazione delle specie della Flora d'Italia.

## Alcune opere
- Guarino Riccardo, 2001: Considerazioni sull'indice di Mitrakos e proposta per una parametrizzazione dei fattori stazionali. Ecol. Medit. 27 (1): 33-54.
- Guarino Riccardo, Sergio Sgorbati, 2004 Guida Botanica al Parco Alto Garda Bresciano. Tipografia Bongi, San Miniato, 394 pp.
- Guarino Riccardo, Elisabetta Ferrario, Luigi Mossa, 2005 A stochastic model of seed dispersal pattern to assess seed predation by ants in annual dry grasslands. Plant Ecology 178 (2): 225-235.
- Guarino Riccardo, Giusso del Galdo Gianpietro, Pignatti Sandro, 2006: The Mediterranean dwarf shubs: origin and adaptive radiation. Annali di Botanica, 5 (n.s.): 93-101.

| Guarino è l'abbreviazione standard utilizzata per le piante descritte da Riccardo Guarino. Consulta l'elenco delle piante assegnate a questo autore dall'IPNI. |

| Controllo di autorità | VIAF (EN) 90391127 · SBN UFIV147326 · ORCID (EN) 0000-0003-0106-9416 · CONOR.SI (SL) 307983203 |